# Dry Ridge Mountain
Der Dry Ridge Mountain ist ein Berg im Grand-Teton-Nationalpark im Westen des US-Bundesstaates Wyoming. Er hat eine Höhe von 3146 m und ist Teil der Teton Range in den Rocky Mountains. Er erhebt sich am westlichen Ende des Moran Canyon, ca. 10 km westlich des Jackson Lake und liegt auf der Grenze des Grand-Teton-Nationalparks zur Jedediah Smith Wilderness des Caribou-Targhee National Forest. Der Green Lakes Mountain erhebt sich rund 1,6 km südlich, der Raynolds Peak wenige Kilometer östlich.

## Belege
1. ↑  Geonames: Dry Ridge Mountain. Abgerufen am 27. Juli 2021.
2. ↑  Peakbagger: Dry Ridge Mountain. Abgerufen am 27. Juli 2021.
3. ↑  Naturalatlas: Dry Ridge Mountain. Abgerufen am 27. Juli 2021 (englisch).